# Античні книги-сувої

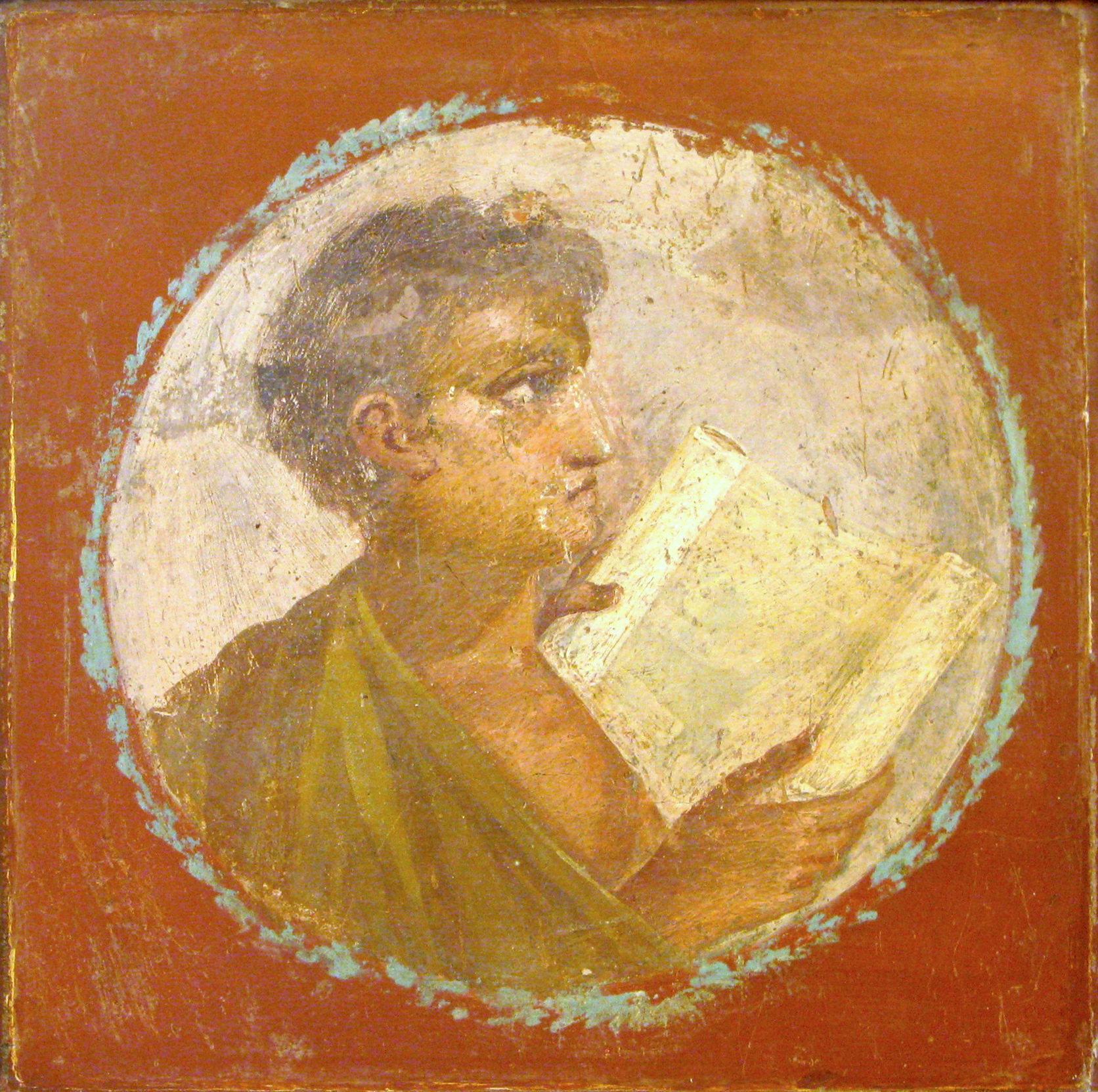
Людина зі сувоєм на фресці з Геркуланума. Національний археологічний музей

Книги у формі сувою, виготовлені з папірусу, в античному світі з'явилися в період VII—VI ст. до н. е., коли розвинулися більш-менш регулярні зв'язки Еллади з Єгиптом. Збережені зразки античних сувоїв відносяться, переважно, до епохи Римської Імперії і практично всі виявлені в Єгипті. Уявлення про форму книг-сувоїв можна отримати з творів античного мистецтва — помпейських фресок, вазопису, статуй і барельєфів, на яких зображено людей, які читають і пишуть. Сувій був єдиною формою книги, яку знала класична античність. Тільки починаючи від II століття н. е. сувої стали витіснятися пергаментними кодексами, але цей процес розтягнувся до настання зрілого Середньовіччя.

## Формат античних сувоїв

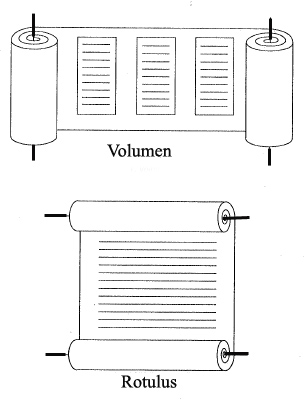
Різниця способів запису тексту на сувої в античності: літературний — колонками (volumen) і в документах — суцільним текстом (rotulus)

Літературний текст на сувої в античності записували горизонтально послідовними колонками, що відповідали окремій сторінці (їх розділяли полями), найчастіше на одному боці сувою — внутрішньому. У збережених папірусах кількість знаків у рядку коливається від 48 до 15-10 (як у папірусі, що містить коментарі до діалогу Платона «Теєтет»). Стандартним був сувій довжиною близько 6 м, що визначалося, перш за все, розмірами записаного тексту і зручністю для читача. Такий спосіб запису був марнотратним: оскільки зворотний бік не містив тексту, заповнювалася лише третина поверхні сувою. Висота сувою відповідала сучасному поняттю формату книги: найбільша була 40 см, стандартна — 20—30 см (така висота більшості знайдених у Єгипті папірусів). Мінімальна висота сувою — 5 см, такі використовували для запису віршів або епіграм. Також часто зустрічалися сувої довжиною 3-4 м, на яких, як правило, записували окремі пісні гомерівського епосу. Серед папірусів колекції Британського музею є фрагмент третьої пісні «Одіссеї». Колонка тексту складається тут з 35-36 рядків і займає в ширину близько 15 см. Отже, довжина сувою, який містив усю III пісню «Одіссеї», дорівнювала приблизно 2,5 м.Вибір формату іноді залежав від жанру самого твору. В «Етимологіях» Ісидора Севільського сказано:
Відомі типи книг виготовляються за певними правилами, дрібніші використовуються для збірок віршів або листів, історичні ж твори мають великі розміри…— VI, 12
Стандартний термін — грец. βιβλίον — позначав як окремий сувій, так і твір, що складався з декількох сувоїв-книг. Пізніше цей термін став позначати текст, що має тематичну закінченість і єдність, тоді як сувої, що становлять окремі частини, «книги», стали позначатися словом «том»; у період раннього середньовіччя словом «том» зазвичай позначали документи, написані на папірусі. У латинській мові книгу позначали словом лат. liber («луб» — початковий письмовий матеріал латинян), далі виникло синонімічне йому слово volumen, що позначає як сувій, так і папірус, з якого він виготовлявся. Надалі liber став позначати і книгу взагалі, і книгу як частину об'ємного тексту, а volumen став «сувоєм» — матеріальним носієм.
Читали сувій зазвичай сидячи, тримаючи його двома руками: однією рукою, зазвичай правою, його розгортали, лівою — згортали. Сувій був порівняно незручним, особливо це помітно в римській юридичній практиці і практиці християнського богослужіння: під час використання численних сувоїв було складно відшукати окремі фрагменти об'ємного тексту, особливо за неодноразового до нього звернення.

## Оформлення

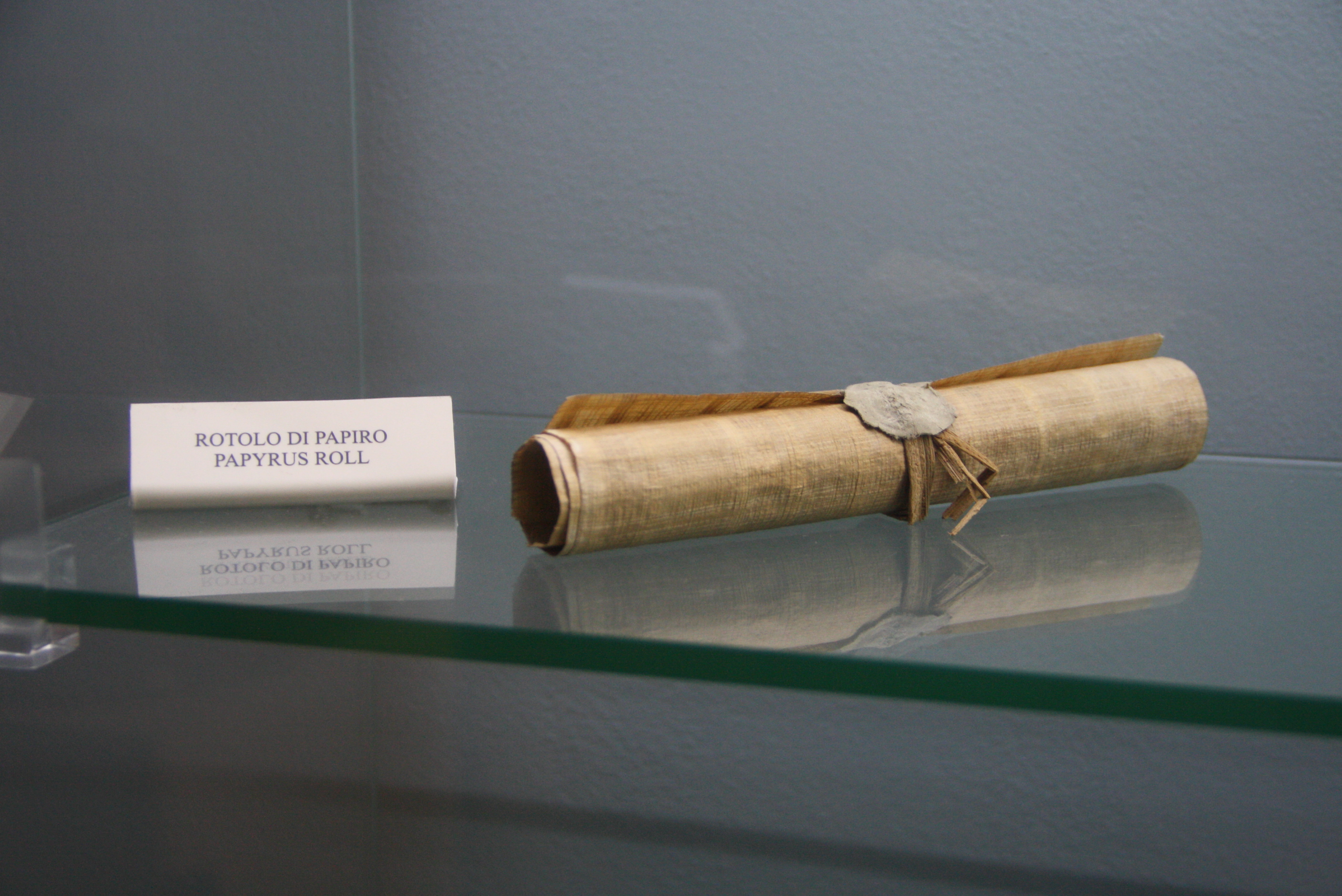
Згорнутий папірусний сувій. Сучасна репліка з Музею Сіракуз

З творів Овідія, Марціала, Плінія Молодшого можна почерпнути деякі особливості книжкової справи в Стародавньому Римі. У листі Плінія Молодшого (III, 5) говориться, що якийсь твір його дядька — Плінія Старшого — переписано на шести сувоях-volumina, кожен з яких обгортали пергаментом, пофарбованим пурпуром або шафраном. Обгортка відповідала сучасній обкладинці. Торці сувою шліфувалися пемзою, щоб не псувати волокна папірусу. Про це йдеться в одній з епіграм Марціала (VIII, 72): Судячи з єгипетських знахідок, для кращого збереження до краю папірусного сувою міг підклеюватися аркуш пергаменту. Для захисту від комах книги просочували олією хвойних дерев, наприклад кедровою олією. Крайній аркуш або обидва крайніх аркуші сувою могли кріпитися до стержнів, округлі кінці яких називалися латинською umbilica («пупок»). Кінці умбіліків могли виготовлятися у формі ріжків, і так і називалися. Судячи з тексту Овідія, їх фарбували в чорний колір, але в особливо розкішно оформлених примірниках вони могли покриватися позолотою, про що згадували поети Стацій («Сільви», IV, 9, 6-7) і Лукан («Проти невігласа, який скуповує безліч книг»). Однак умбіліки, мабуть, не були стандартним елементом книжкового оформлення, і на більшості античних зображень людей, які читають, їх не видно.
Перша сторінка сувою називалася «протоколом» (грец. προτόκολλον — «перша склейка»), остання — «есхатоколом» (грец. έσχατόκολλον — «остання склейка»). У візантійську епоху на протоколах стали ставити офіційні штемпелі, які могли засвідчувати, що папірус зроблено на казенному підприємстві. Згідно з законодавством Юстиніана (Nov., 44, 2) кожен офіційний документ повинен був мати протокол, який свідчив про справжність документа. На есхатоколі поміщали видавничі дані і титул (лат. subscriptia), оскільки остання сторінка виявлялася в самій глибині сувою, це гарантувало її збереження. Крім імені автора і назви твору, на есхатоколі зазначали порядковий номер книги або кількість рядків («стихометрія») і склеювань. Разом титул і стихометрия утворювали колофон, за яким у давнину визначали вартість книги. Титул міг бути поміщений і на протоколі, як в одному з сувоїв, знайденому в Геркуланумі, але, мабуть, це виняток. На зовнішній стороні згорнутого сувою також міг міститися короткий титул, іменований по-грецьки «епіграфом». До торцевої частини сувою прикріплювали овальну бирку з пергаменту (лат. index), на якій зазначали ім'я автора і назву твору, щоб читач міг, не розгортаючи сувою, взяти потрібну йому книгу. Декілька разів про це писав Цицерон у своїх листах, але використовував грецизм «ситтиб» (лат. sittybos).

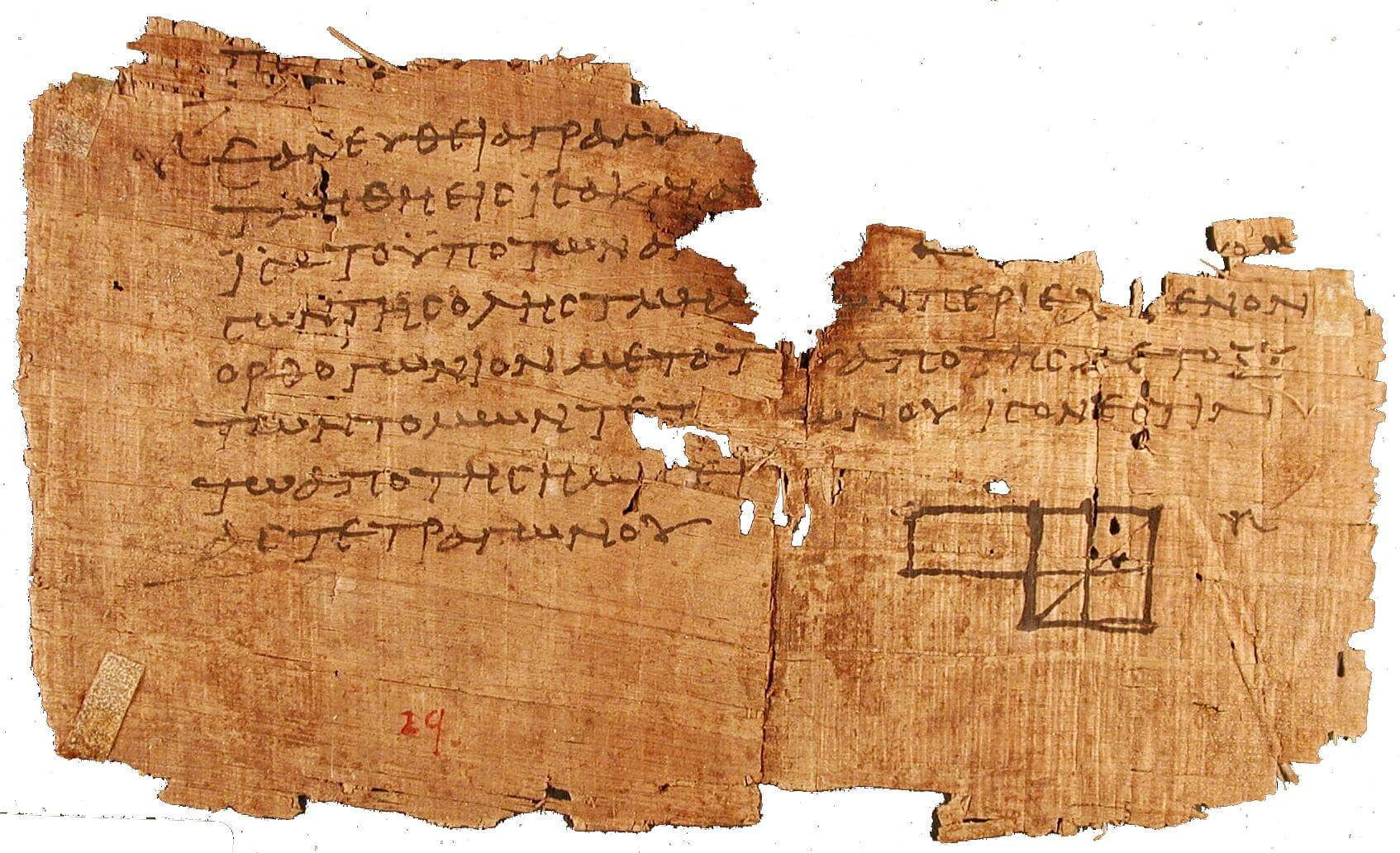
Папірус із Оксиринха (P.Oxy. I 29) з фрагментами «Начал» Евкліда. Переписаний у період 75-125 років. Добре видно розташування тексту колонками, під правою — геометричне креслення

Текст не розбивався на слова, що було деяким утрудненням для читача; це добре усвідомлювали і самі люди античності. У відомому ранньохристиянському трактаті — «Пастирі» Герми — є такий сюжет: у першому розділі другого видіння жінка дає автору книгу з пророцтвами, яку треба переписати. Далі автор повідомляє:
Я взяв її і, віддалившись у відокремлене місце пустелі, став переписувати її буква за буквою, не розрізняючи навіть складів.— Пер. В. Г. Боруховича
Колонки відділяли одну від одної полями, широкі поля залишали і зверху та знизу тексту, оскільки краї сувою найшвидше пошкоджувалися. Число і розташування колонок намагалися робити однаковим у всіх примірниках одного й того ж тексту, щоб коректору було легше контролювати якість переписаного тексту. В колофоні відредагованого тексту ставилося слово грец. διώρθωται, «виправлено». На полях ставили знаки стихометрії — через кожні 100 рядків, а також писали примітки і коментарі. У переважній більшості знайдених папірусів їх немає — переважно, до нас дійшли масові видання, читачам яких не були потрібні наукові коментарі.
Книги-сувої виготовлялися двома різними методами. За першого текст писали на окремих аркушах, які потім склеювали воєдино. Передбачається, що цей метод застосовувався до масових виданням, коли в скрипторії багато писарів записували текст з голосу читця. На деяких збережених рукописах літери, які виступають до краю сторінки, потрапляли в склейку. Дорожчі, індивідуально виготовлені тексти записували на чистому рулоні папірусу. Зазвичай писали на внутрішній стороні сувою («ректум») — тієї, де волокна папірусу йшли горизонтально, і калам рухався вздовж них, не зустрічаючи опору. Іноді, коли були потрібні ідеально прямі рядки, папірус заздалегідь розкреслювали за допомогою лінійки і свинцевого стрижня — античного аналога олівця. Коли писального матеріалу не вистачало, списувалась і зовнішня сторона, «версум». Списані з обох боків книги називали опістографами. Так писали люди економні, які споживали багато писального матеріалу. Опистографи входили до книжкової спадщини Плінія Старшого, за свідченням його племінника, Плінія Молодшого («Листи», III, 5, 17).

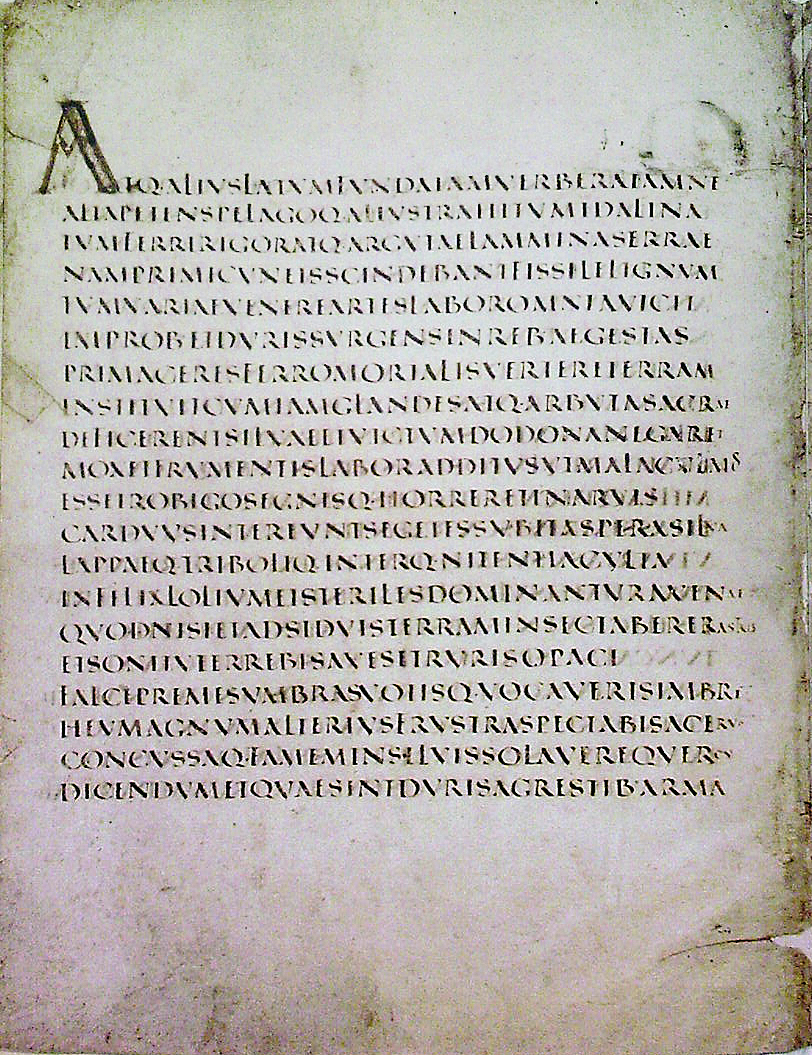
Приклад маюскульного письма в античній книзі: сторінка Vergilius Augusteus. Пергамент, IV століття

Титул і початкову букву писали червоною фарбою, буквиці латиною іменували rubrica — тобто «червоний рядок» (тому чорнильниці були подвійні — для червоної та чорної фарби). У всіх сувоях букви маюскульні, тобто нагадують великі. Однак форми букв змінювалися з плином століть, тому найчастіше характер письма є єдиним надійним методом датування. У римську епоху виникло унціальне письмо, букви в якому мали чіткі прямі й округлі форми. Однак текст у книзі-сувої не був «сліпим» — для виділення смислових розділів застосовувалися різні типи значків. Наприклад, у драматургічних творах використовувався знак абзацу (штрих по краю колонки над рядком, інколи з крапкою — під початком останнього рядка абзацу), яким уводилося мова кожної дійової особи або відокремленої частини хору. Іноді застосовувалися і словороздільні знаки. З I століття до н. е. у прокоментованих філологами текстах могли ставитися наголоси і придихи, знаки яких містилися над рядком — це було необхідно для акцентуації, від якої залежав зміст слова, і в складних словах. Були й розділові знаки — крапки і двокрапки, а також короніда, що позначає кінець тексту.

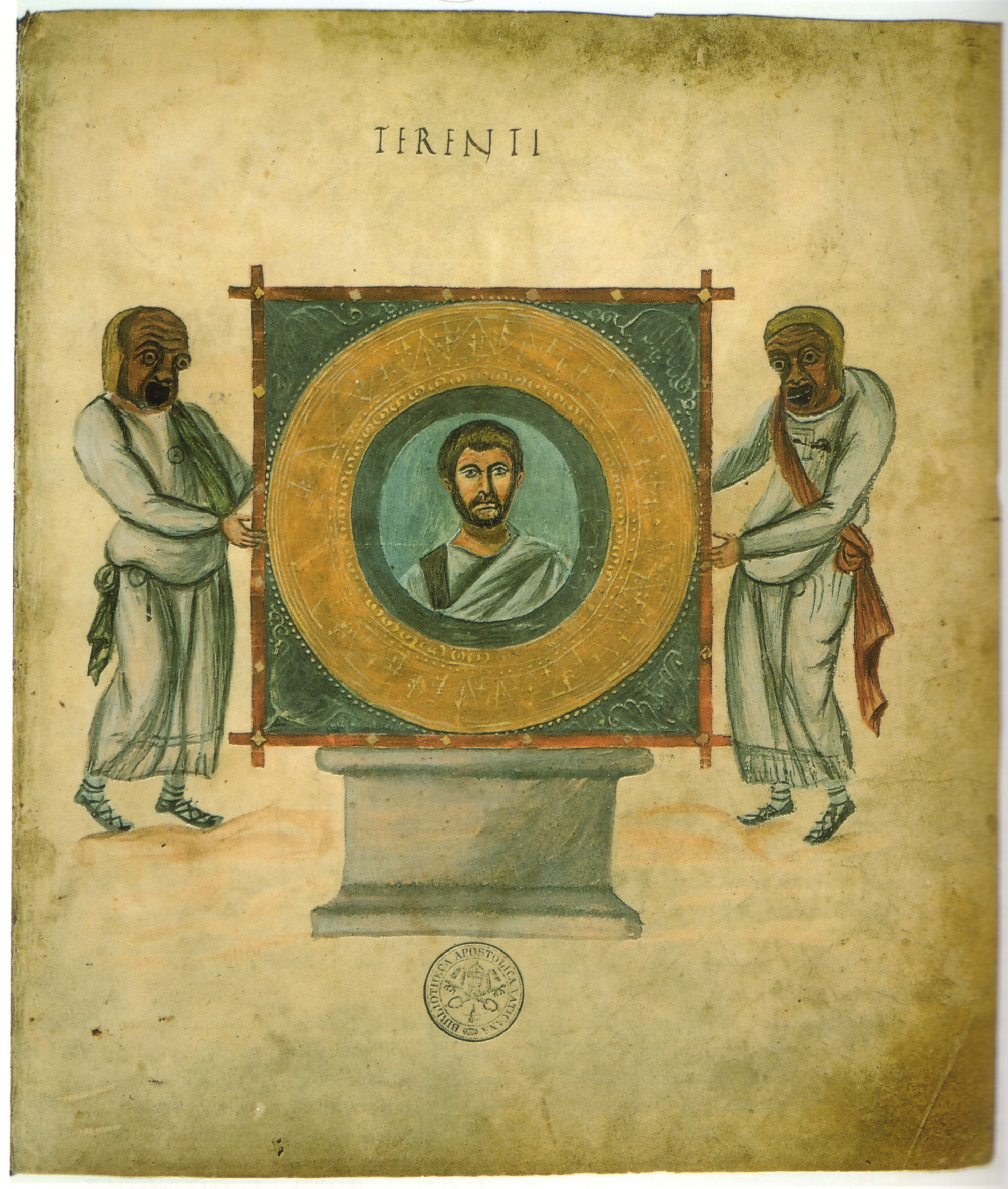
Ватиканський кодекс 3868. Каролінгська епоха, перша чверть IX століття. Ілюстрації, ймовірно, сходять до античного прототипу III—V століть

Ймовірно, під впливом староєгипетської книжкової техніки, грецькі видавці стали прикрашати й ілюструвати книги. Пліній Старший у «Природничій історії» (XXV, 8) повідомляв, що ботанічні праці забезпечувалися зображеннями рослин. Однак, на відміну від середньовіччя, в античності книги рідко ставали витворами мистецтва. Частіше використовувалися схеми і креслення, як у тексті Евкліда з Оксиринха. Ілюстрації містилися або під текстом колонок, або всередині самого тексту. Пліній Старший у «Природничій історії» (XXXV, 11) згадує про твір Варрона «Образи». Він налічував 50 книг, у яких містилися портрети 700 відомих політичних діячів стародавнього Риму. Ймовірно, твір прикрашався й портретом автора. Марціал в одній зі своїх епіграм (XIV, 186) писав: Книжкових ілюстраторів іменували artifices, але про їхню діяльність практично нічого не відомо. Светоній у біографії імператора Доміціана згадує про якогось Гермогена з Тарса, який у своїй «Історії» помістив якісь зображення, за що поплатився життям: навіть переписувачів, які виготовляли книгу, розп'яли. На думку В. Боруховича, це були карикатури на імператора. Ілюстровані папіруси збереглися у вкрай незначній кількості, однак пізньоантичні ілюміновані пергаментні кодекси могли сходити до ще давніших прототипів на папірусі. Можливо, таке і походження ілюстрованого кодексу з п'єсами Теренція Каролінгської епохи (IX століття).

## Доля папірусних книг
У міру християнізації культури в IV—V століттях форма і писальний матеріал книг набули ідеологічного значення: язичницькі світські тексти, записані на папірусах, далеко не завжди копіювалися в пергаментні кодекси. Загалом, папірусні сувої зношувалися досить швидко: в античності вважалося, що книга-сувій старша від 200 років була великою рідкістю. Папірус, однак, зберіг значення для західного світу і після того, як книги стали пергаментними: так, у меровінгській Галлії королівська канцелярія перейшла на пергамент тільки в 670 році, а папська канцелярія користувалася ним до XI століття — 23 папські булли в 849—1022 роках видано на папірусах. Тільки в XII столітті виготовлення папірусу припинилося через поширення паперу, на який перейшла та сама назва практично у всіх західних мовах (нім. Papier, фр. papier, англ. paper тощо).